# Lincoln Feliciano
Lincoln Feliciano da Silva (Paraibuna 20 de junho de 1893—Santos, 19 de agosto de 1971) foi um político brasileiro.
Foi deputado federal representando São Paulo em 1946-1953 e 1959-1971.
Formou-se em direito em 1915 pela Faculdade de Direito de São Paulo.
Em 1935 foi eletio prefeito de Santos. Voltou ao cargo por nomeação em 1945.[carece de fontes?]
Foi secretário de agricultura na gestão do Jânio Quadros no governo do estado de São Paulo.
1. ↑  «Deputado Estadual». www.al.sp.gov.br. Consultado em 20 de novembro de 2023
2. ↑  «Deputado Federal LINCOLN FELICIANO». Portal da Câmara dos Deputados. Consultado em 20 de novembro de 2023
3. 1 2  Brasil, CPDOC-Centro de Pesquisa e Documentação História Contemporânea do. «SILVA, LINCOLN FELICIANO DA». CPDOC - Centro de Pesquisa e Documentação de História Contemporânea do Brasil. Consultado em 20 de novembro de 2023